# Форверк (Нижня Саксонія)
Форверк (нім. Vorwerk) — громада в Німеччині, розташована в землі Нижня Саксонія. Входить до складу району Ротенбург-на-Вюмме. Складова частина об'єднання громад Тармштедт.
Площа — 21,65 км2. Населення становить 1040 ос. (станом на 31 грудня 2021).

## Галерея

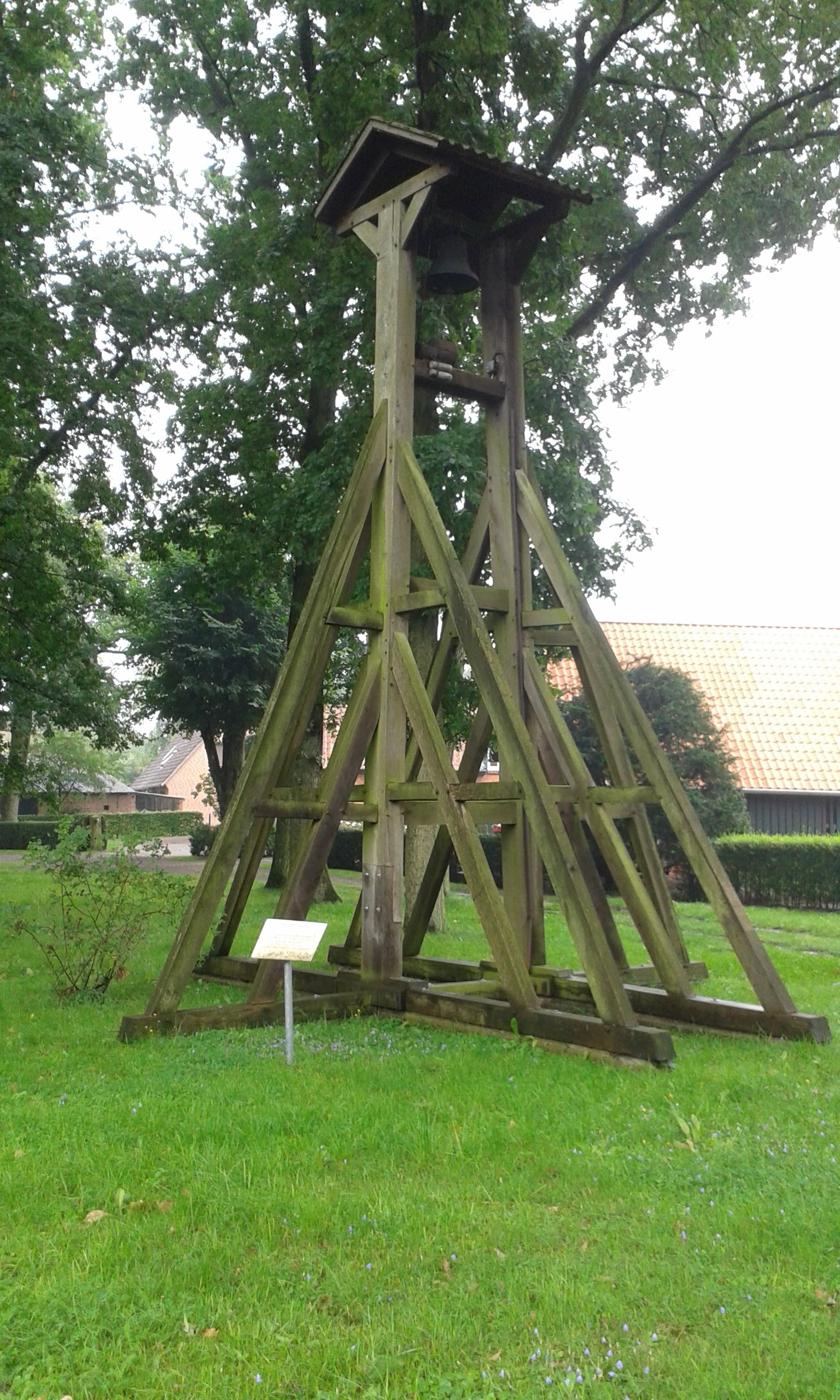
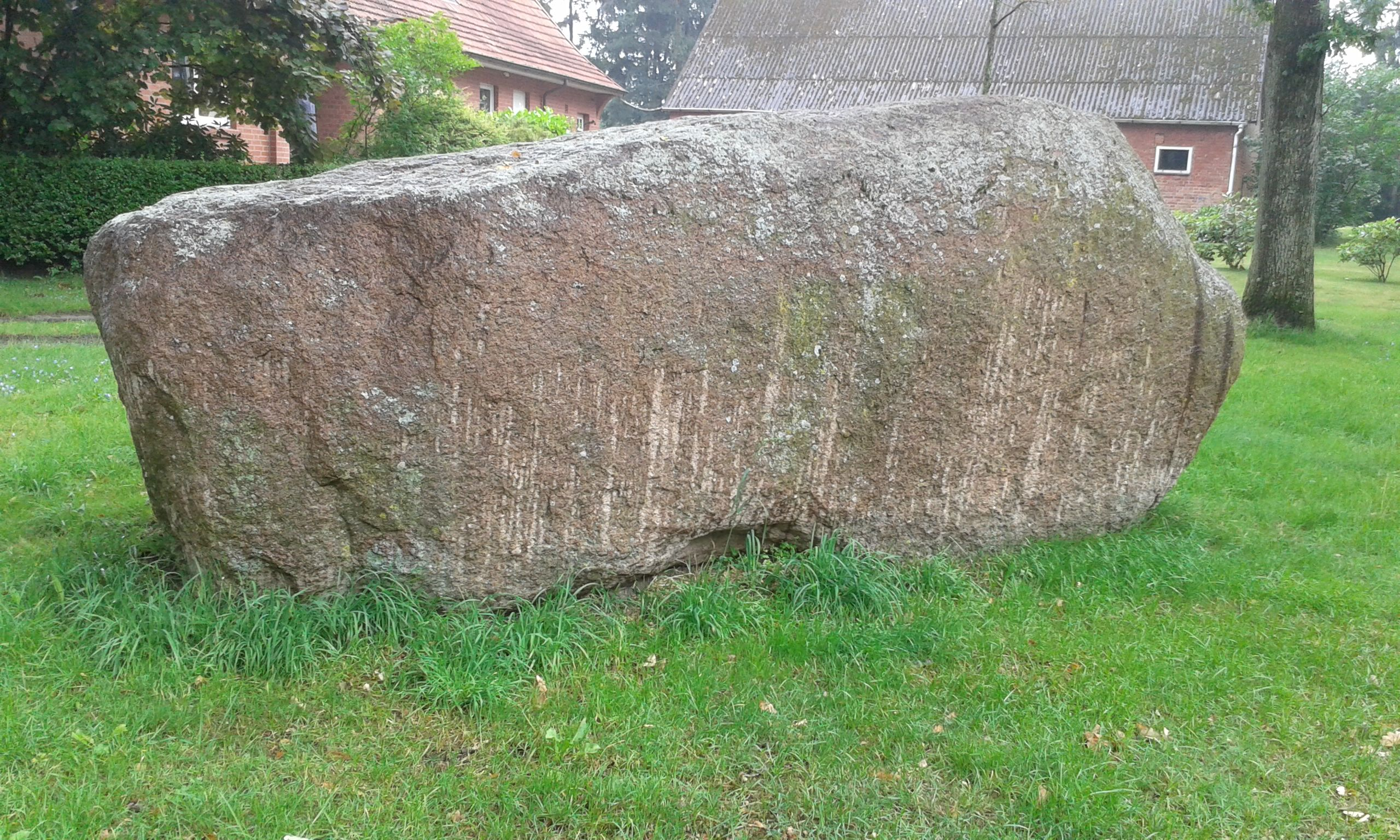
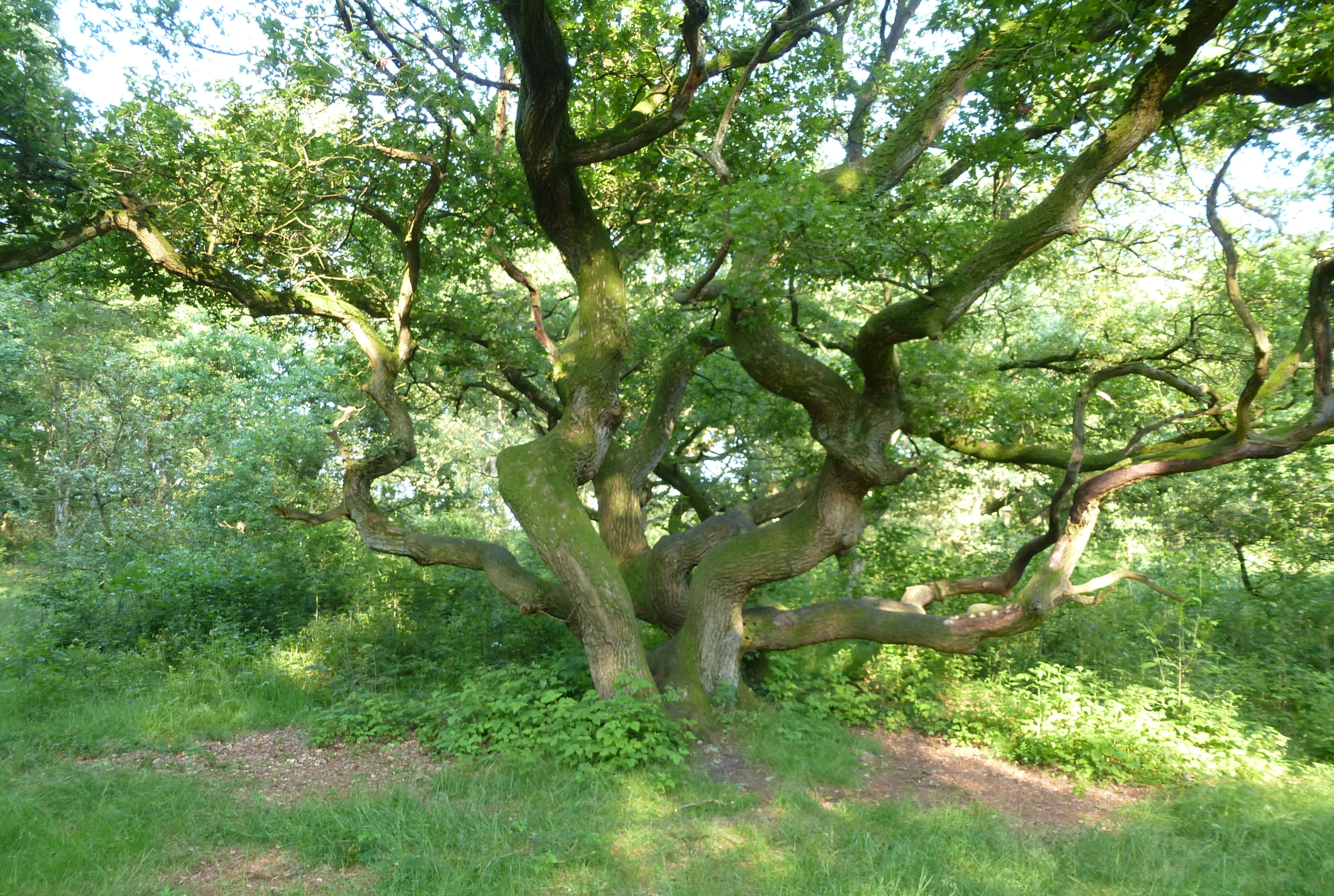